# Saint-Pierre-les-Bois
Saint-Pierre-les-Bois település Franciaországban, Cher megyében. Lakosainak száma 272 fő (2022. január 1.). Saint-Pierre-les-Bois Ardenais, Le Châtelet, Ids-Saint-Roch, Maisonnais, Marçais és Morlac községekkel határos.

## Népesség
A település népessége az elmúlt években az alábbi módon változott:
| Lakosok száma | 401  | 302  | 299  | 315  | 300  | 296  | 287  | 283  | 283  | 272  |
|               | 1968 | 1982 | 1990 | 2006 | 2013 | 2015 | 2017 | 2019 | 2020 | 2022 |